# Amata prosomoea
Amata prosomoea là một loài bướm đêm thuộc phân họ Arctiinae, họ Erebidae.